# Андреас Фельдер
Андреас Фельдер  (нім. Andreas Felder, 6 березня 1962) — австрійський стрибун з трампліна, олімпійський медаліст.

## Виступи на Олімпіадах
| Олімпіада       | Дисципліна             | Місце |
| --------------- | ---------------------- | ----- |
| Сараєво 1984    | інд., норм. трамплін   | 6     |
| Сараєво 1984    | інд., великий трамплін | 28    |
| Калгарі 1988    | інд., норм. трамплін   | 12    |
| Калгарі 1988    | інд., великий трамплін | 6     |
| Калгарі 1988    | ком., великий трамплін | 5     |
| Альбервіль 1992 | інд., норм. трамплін   | 6     |
| Альбервіль 1992 | інд., великий трамплін | 9     |
| Альбервіль 1992 | ком., великий трамплін | 2     |